# Zephyrhills South
Zephyrhills South är en ort (CDP) i Pasco County, i delstaten Florida, USA. Enligt United States Census Bureau har orten en folkmängd på 5 276 invånare (2010) och en landarea på 5,1 km².